# Мо-Чу
Мо-Чу (Бугни, Мо) — приток реки Санкош. Находится в Бутане.
Берёт начало на севере страны на границе с Тибетом.
Дзонг Пунакха, который основан над местом вливания реки Ло-Чу (Пхо или Пхо-Чу) в Бугни, является одним из самых красивых дзонгов в Бутане. Консольный мост в Пунакхе через реку Мо-Чу обеспечивает доступ в Пунакха-дзонг.
Около города Вангди-Пходранг река Мо сливается с рекой Танг-Чу и образует Санкош.
В штате Ассам Санкош вливается в реку Брахмапутра.
Слово «чу» на дзонг-кэ означает «река», «вода».

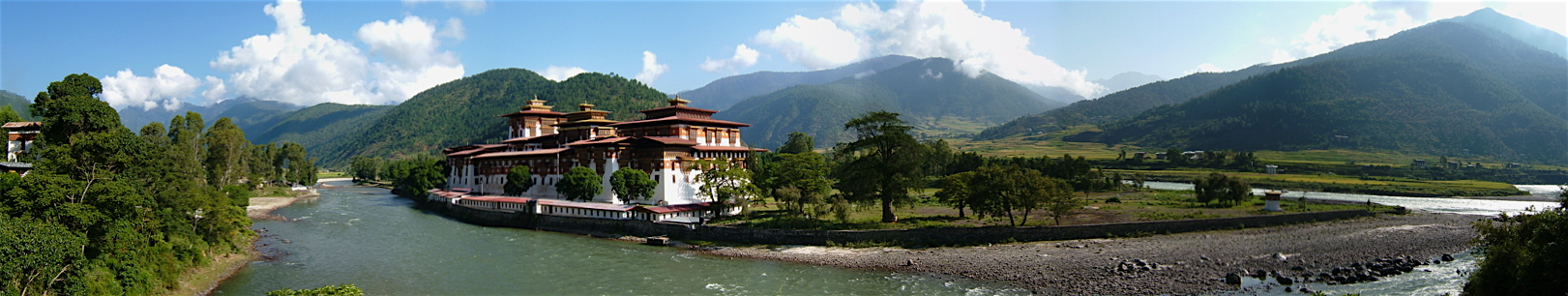
Панорамный вид на Пунакха-дзонг, расположенный в месте слияния рек Ло-Чу и Бугни